# Illeis koebelei
Illeis koebelei je druh brouka z čeledi slunéčkovití vyskytujícího se v Asii.

## Popis
Délka těla Illeis koebelei se pohybuje v rozmezí 3,5–5,1 mm. Krovky jsou uniformě žluté, pronotum je bílé s 2 černými skvrnami naléhajícími na krovky. Celkově je tento druh podobný dalším druhům z rodu Illeis, ke spolehlivé identifikaci je nutné porovnání genitálií samečků.

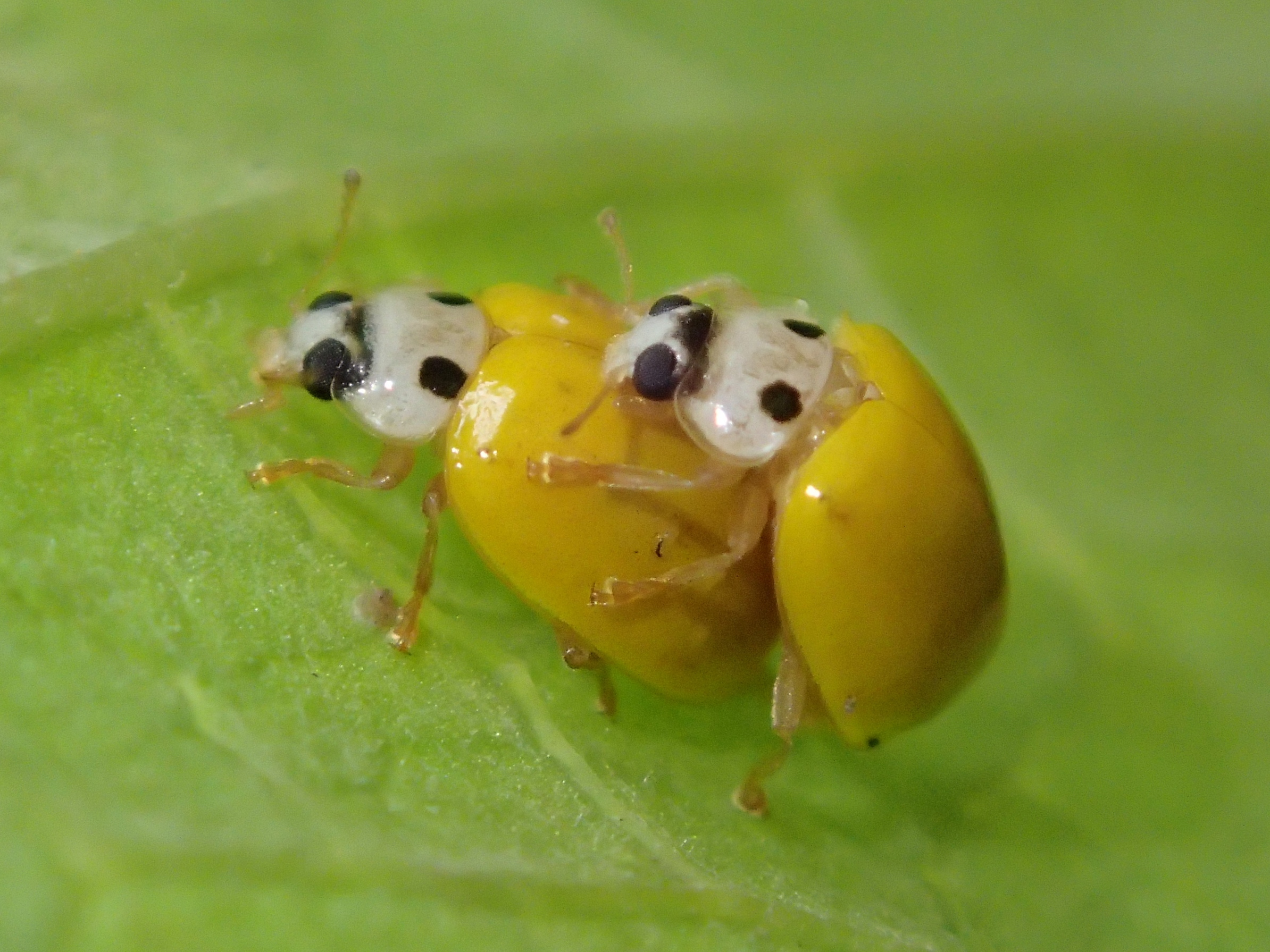
Pářící se jedinci
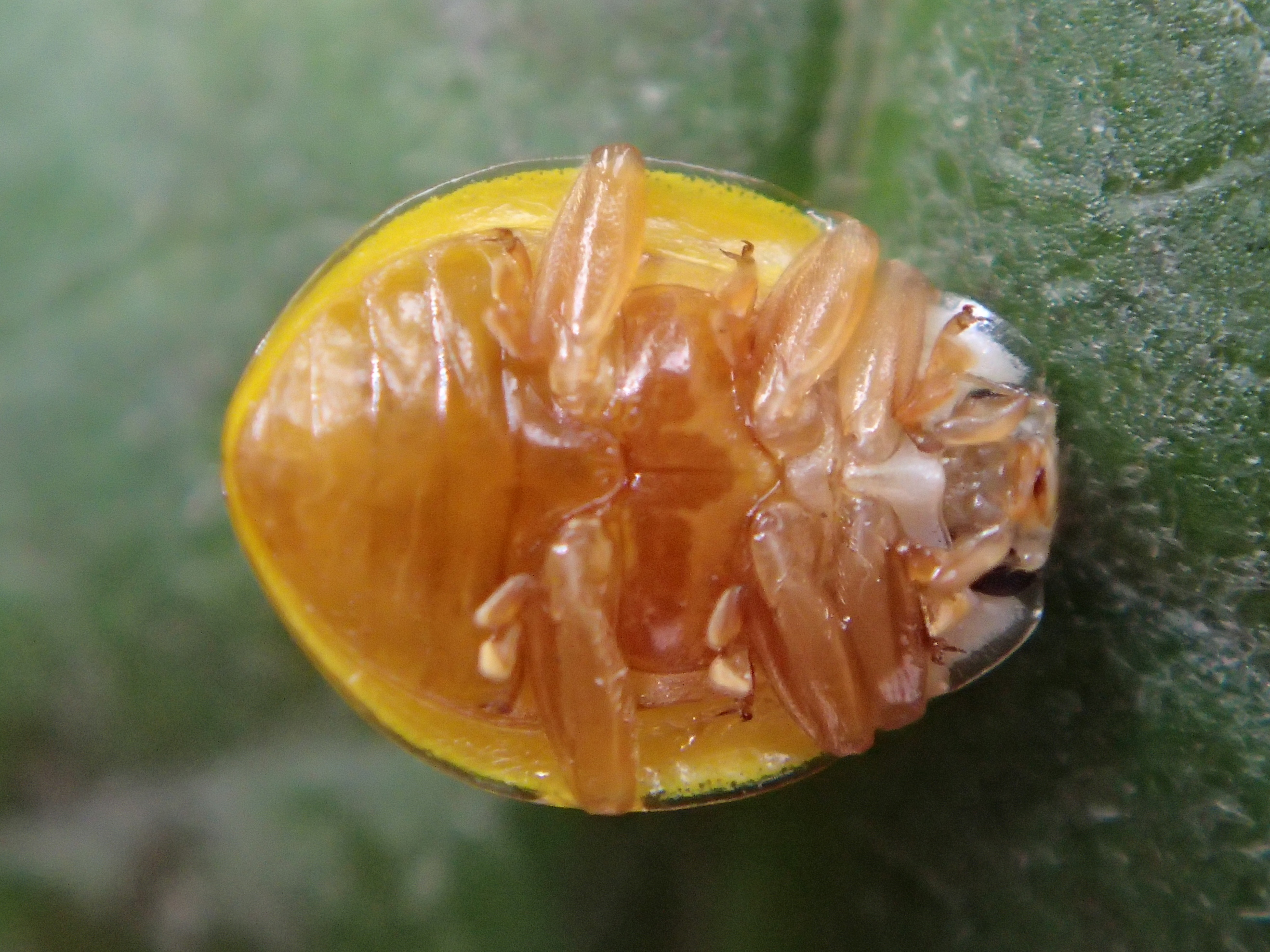
Spodní strana těla

## Rozšíření
Illeis koebelei je asijský druh vyskytující se v jižní a východní Asii a Oceánii. Konkrétně byl zaznamenán v Japonsku, Číně, Koreji a na Filipínách, výskyt je také znám v Indii (stát Ásám) a na Tchaj-wanu.

## Potrava
Illeis koebelei je mykofágní druh slunéčka; dospělci i larvy se živí na rostlinách, které jsou napadené padlím. Aktivní je od července do listopadu.